# Schöntal
Schöntal is een plaats in de Duitse deelstaat Baden-Württemberg, en maakt deel uit van het Hohenlohekreis.
Schöntal telt 5.633 inwoners.

## Plaatsen in de gemeente Schöntal
- Aschhausen
- Berlichingen
- Bieringen
- Kloster Schöntal
- Marlach
- Oberkessach
- Sindeldorf
- Westernhausen
- Winzenhofen

## Geboren
- Conny Conrad (1958-2021), muzikant en muziekproducent

Bretzfeld ·
Dörzbach ·
Forchtenberg ·
Ingelfingen ·
Krautheim ·
Künzelsau ·
Kupferzell ·
Mulfingen ·
Neuenstein ·
Niedernhall ·
Öhringen ·
Pfedelbach ·
Schöntal ·
Waldenburg ·
Weißbach ·
Zweiflingen